# Jamal Mubarak
Jamal Mubarak Abdul-Rahman (21 de março de 1974) é um ex-futebolista profissional kuwaitiano que atuava como defensor.

## Carreira
Jamal Mubarak representou a Seleção Kuwaitiana de Futebol, nas Olimpíadas de 2000.  Um dos que mais atuaram pela seleção nacional do Kuwait.